# Madonna (album)
Madonna – debiutancki album studyjny amerykańskiej piosenkarki popowej Madonny, wydany 27 lipca 1983 roku nakładem wytwórni Sire Records. W 1985 roku ukazała się jego reedycja, zatytułowana Madonna: The First Album.
Album był nagrywany w 1982 i 1983 roku w Nowym Jorku. W pierwszej kolejności powstał singel „Everybody”, którego produkcję nadzorował Mark Kamins. Jego klubowy sukces zachęcił przedstawicieli wytwórni do podpisania z Madonną kontraktu na cały album. Gdy rozpoczęły się prace nad wydawnictwem, produkcję przejął Reggie Lucas. W wyniku nieporozumień w sprawie brzmienia Madonna zakończyła z nim współpracę, a do końca nagrań nad produkcją czuwał John „Jellybean” Benitez. Ostatecznie na albumie znalazło się osiem utworów, częściowo napisanych przez samą piosenkarkę, a częściowo przez jej współpracowników. Piosenki reprezentują przede wszystkim stylistykę dance-popową, z silnymi wpływami disco i elementami pop-rocka, zaś teksty dotyczą zabawy i różnych aspektów miłości.
Album był promowany pięcioma singlami: „Everybody”, „Burning Up”, „Holiday”, „Lucky Star” i „Borderline”. Do czterech z nich nakręcono teledyski. Już od 1982 roku Madonna wykonywała utwory z albumu podczas imprez w klubach nocnych, głównie w Nowym Jorku. Występowała również w programach telewizyjnych, zarówno amerykańskich, jak i europejskich. W 1985 roku uwzględniła utwory z debiutanckiego albumu podczas swojej pierwszej trasy koncertowej, The Virgin Tour.
Choć początkowo Madonna zbierała w prasie negatywne recenzje i była nazywana artystką jednego przeboju, po latach odbiór albumu stał się przychylny. Zaraz po premierze sprzedawał się słabo, ale z upływem czasu, gdy promujące go single zyskiwały popularność, popyt na album rósł. Udało mu się dotrzeć do pierwszych dziesiątek list sprzedaży w kilku państwach, między innymi w Stanach Zjednoczonych i Wielkiej Brytanii. Do dziś światowa sprzedaż albumu przekroczyła 10 milionów egzemplarzy, z czego połowa przypada na Stany Zjednoczone. Według krytyków i badaczy, album odegrał dużą rolę w popularyzacji muzyki tanecznej w mainstreamie. Ponadto, stanowił pierwszy krok w ewolucji Madonny z klubowej gwiazdy w globalną ikonę muzyki popowej.

## Geneza

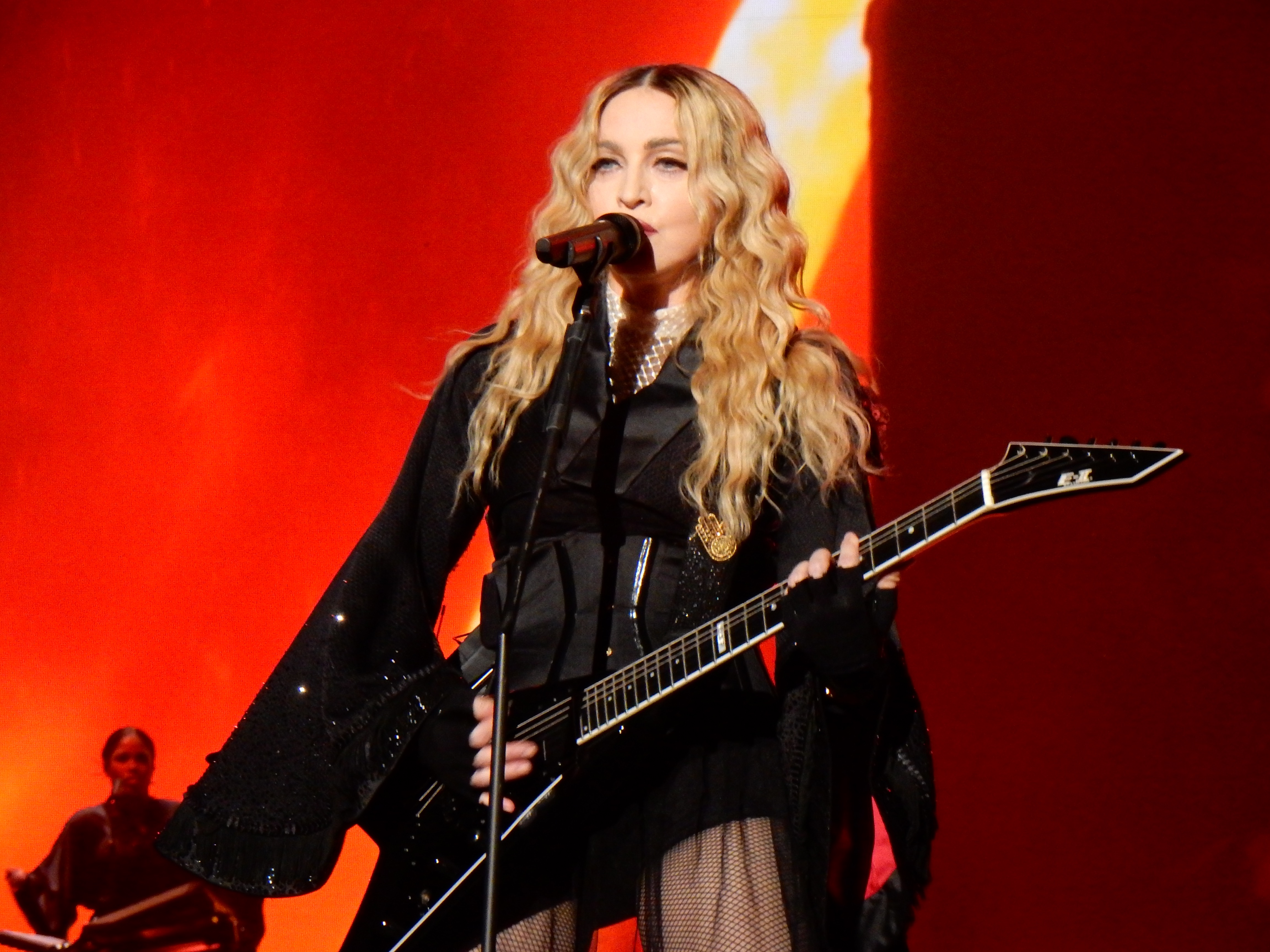
Madonna w 2015 roku, wykonując „Burning Up” podczas koncertu z trasy Rebel Heart Tour

Na przełomie lat 70. i 80. mieszkająca w Nowym Jorku Madonna usiłowała rozpocząć karierę muzyczną. W 1979 roku współtworzyła hard rockowy zespół Breakfast Club, gdzie grała na perkusji i śpiewała. Rok później wraz z ówczesnym partnerem, Stephenem Brayem, opuściła Breakfast Club i założyła nowy zespół, Emmy. Grupa podpisała kontrakt z wytwórnią Gotham Records, planując nagrywanie muzyki funkowej. Wydawnictwo, nieusatysfakcjonowane talentami członków, rozwiązało umowę, zaś Madonna i Bray opuścili Emmy. Tymczasem Madonna samodzielnie pisała piosenki oraz nagrała słabej jakości kasety demonstracyjne, zawierające „Everybody”, „Burning Up” i „Ain’t No Big Deal”. W 1982 roku przekonała DJ-a klubu Danceteria, Marka Kaminsa, by zagrał „Everybody”. Jako że utwór spotkał się z pozytywną reakcją tłumu, Kamins postanowił pomóc Madonnie w zdobyciu kontraktu płytowego. Zapoznał ją z Chrisem Blackwellem, właścicielem wytwórni Island Records, ten jednak nie wyraził zainteresowania współpracą. Z kolei Michael Rosenblatt, przedstawiciel działu A&R firmy fonograficznej Sire Records, zaoferował jej 5 tysięcy dolarów z góry i dodatkowy tysiąc za każdą napisaną piosenkę.
Seymour Stein, prezes Sire, był pod wrażeniem nagrań Madonny, które wysłuchał w szpitalu Lenox Hill, w związku z czym podpisał z nią kontrakt na dwa dwunastocalowe winylowe single. Nagranie „Everybody” odbyło się w nowojorskim Blank Tapes Studios, a Kamins przejął po Brayu posadę producenta. Budżet pochodził z prywatnych pieniędzy Madonny i Marka. Przyjaciel Kaminsa, Arthur Baker, nauczył go produkcji muzycznej i polecił muzyka Freda Zarra, który zagrał na pianinie. W związku z ograniczonym budżetem nagranie odbywało się w przyspieszonym tempie. Pobyt w studiu wykazał trudności Madonny i Kaminsa w nawiązaniu współpracy. Rosenblatt chciał, by na stronie B singla znalazł się utwór „Ain’t No Big Deal”, jednak usłyszawszy jego ostateczną wersję postanowił umieścić tam rozszerzoną, ponad dziewięciominutową wersję „Everybody”. Singel został wydany w październiku 1982 roku i stał się przebojem w dyskotekach. Sukces komercyjny zachęcił przedstawicieli Sire do podpisania z Madonną kontaktu na cały album muzyczny i dwa kolejne single.

## Powstawanie
Była niezadowolona z całego albumu, więc się pojawiłem i nieźle dla niej napociłem. Dodałem trochę gitar do „Lucky Star”, trochę głosów, trochę magii... Chciałem wykonać dla niej jak najlepszą robotę. Gdy puszczaliśmy „Holiday” i „Lucky Star”, widać było, że jest przytłoczona tym, jak to świetnie brzmi. Aż się chciało jej pomóc. Co prawda potrafi być suką, ale jak już wpadnie się z nią w rytm, jest naprawdę super, bardzo kreatywnie.

Nagranie albumu odbywało się głównie w studiu Sigma Sound Studios w Nowym Jorku. Madonna postanowiła, że producentem nie będzie ani Kamins, ani Bray, ale pracujący dla Warner Bros. Records (której Sire podlegała) Reggie Lucas. Bray, który chciał, by tworzyła w stylistyce popowej, nagrał z nią piosenkę „Burning Up”. Tymczasem Madonna posiadała tylko cztery inne napisane samodzielnie piosenki: „Lucky Star”, nową wersję „Ain’t No Big Deal”, „Think of Me” i „I Know It”. Wciąż było to za mało na zapełnienie całego albumu, więc Lucas napisał dla niej dwa kolejne utwory: „Physical Attraction” i „Borderline”. Wszystkie piosenki autorstwa Madonny, które wspólnie nagrali, utrzymał w stylistyce zupełnie odmiennej od ich pierwotnych brzmień z nagrań demonstracyjnych. „Lucky Star” została napisana dla Kaminsa, jednak mimo rezygnacji ze współpracy z nim Madonna postanowiła zachować piosenkę, a nawet nazwać album Lucky Star. Uznała, że ten utwór, jak i „Borderline”, idealnie pasują na powstającą płytę.
W trakcie nagrań między duetem doszło do nieporozumień. Madonna uznała, że Lucas używa za dużo instrumentów i ignoruje jej pomysły, w związku z czym była niezadowolona z efektu końcowego. Po kłótni Lucas porzucił projekt, a Madonna poprosiła o pomoc Johna „Jellybeana” Beniteza, DJ-a z klubu Funhouse. Benitez zremiksował nagrania i odkrył piosenkę „Holiday”, napisaną przez Curtisa Hudsona i Lisę Stevens z zespołu Pure Energy. Jako że odrzuciły ją Phyllis Hyman i była członkini The Supremes, Mary Wilson, pozyskała ją Madonna. Do pracy nad utworem zaangażowany został Fred Zarr, który poprawił aranżację i zaprogramował syntezatory. Benitez spędził cztery dni, próbując nadać piosence bardziej komercyjne brzmienie. Ostatnim etapem pracy nad „Holiday” było dodanie na sam koniec pianinowego solo Zarra. W międzyczasie Bray sprzedał „Ain’t No Big Deal” innej wytwórni, uniemożliwiając tym samym Madonnie umieszczenie utworu na swojej płycie. Nagranie albumu dobiegło końca w kwietniu 1983 roku, czyli zaraz przed ostatecznym terminem, narzuconym przez wytwórnię.

## Analiza utworów
Według serwisu AllMusic, album reprezentuje przede wszystkim dance-pop, post disco i pop-rock. Brzmienie jest powiązane z syntezatorowym disco, a w aranżacjach wykorzystano nowatorską technologię, taką jak automat perkusyjny LinnDrum, analogowy syntezator Moog Taurus i Oberheim OB-X. Madonna skomentowała: „Piosenki były dosyć słabe, a ja poleciałam w trakcie sesji nagraniowej do Anglii, więc nie miałam kontroli [nad masteringiem]. Nie zdawałam sobie wtedy sprawy, jak istotne jest, bym nie była aż tak zamknięta w disco. Powinnam była zaprezentować większą różnorodność”.
Otwierający album utwór „Lucky Star” jest taneczną piosenką w średnim tempie. Rozpoczyna się charakterystycznymi dźwiękami syntezatorów, po których następują ciężkie uderzenia na perkusji elektronicznej i klaskanie. Ponadto, w piosence wykorzystano wysoki riff gitarowy, którego brzmienie dopełnia synth popowa linia basu. Przed refrenem utwór skupia się na ponad minutowym hooku ze słowami: „starlight, starbright”. Głównym motywem tekstu „Lucky Star” jest porównanie mężczyzny (adresata) do gwiazdy, która sprawia, że zanika ciemność.

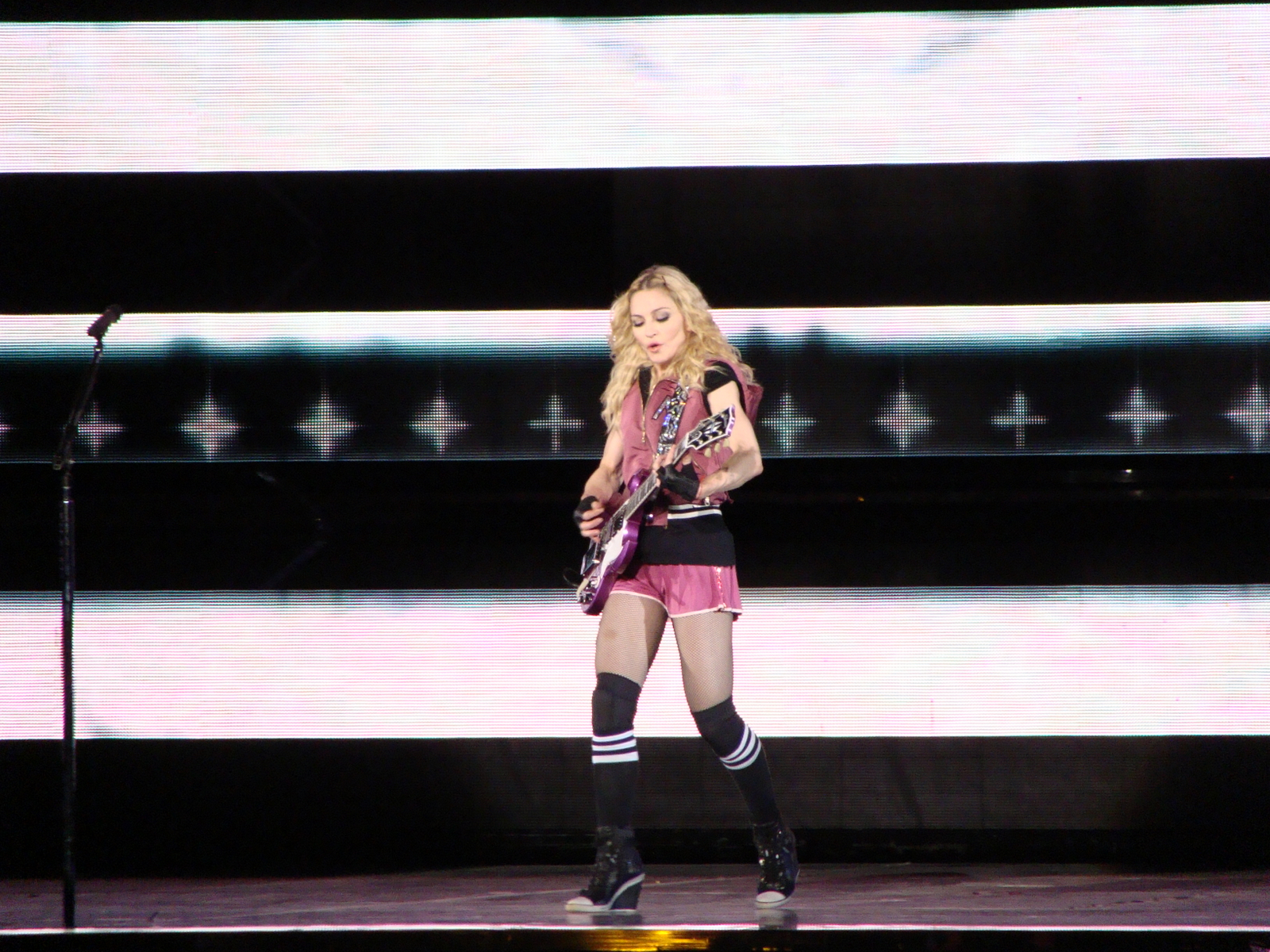
Madonna w 2008 roku, wykonując „Borderline” podczas koncertu z trasy Sticky & Sweet Tour

Drugi utwór, „Borderline”, rozpoczyna się od klawiszowego intro, dopełnionego syntezatorami. Basista Anthony Jackson zdublował syntezatorowy bas Deana Ganta, by nadać piosence bardziej kompleksowe brzmienie. Akordy zostały zainspirowane brzmieniem filadelfijskiego disco lat 70. oraz stylistyką Eltona Johna, ponadto sekwencje nawiązują do utworu „You Ain’t Seen Nothing Yet” zespołu Bachman-Turner Overdrive. Madonna wykorzystała wyrafinowany i ekspresywny wokal, niespotykany w innych utworach. „Borderline” jest sentymentalną piosenką o niespełnionej miłości, ponadto Santiago Fouz-Hernández, autor biografii Madonny, interpretuje ją jako manifestacja sprzeciwu wobec szowinizmu. Aranżacja trzeciego utworu, „Burning Up”, opiera się na gitarze basowej, gitarze elektrycznej i LinnDrumie. Perkusyjne bity zostały zainspirowane twórczością Phila Collinsa. W tekście Madonna jawi się jako bezwstydna indywidualistka, gotowa na uniesienia miłosne.
Kolejny utwór, „I Know It”, reprezentuje łagodniejszy ton i opiera się na dźwiękach pianina, saksofonu i syntezatorów. Tekst dotyczy dobiegającego końca związku, który początkowo napawa podmiot liryczny smutkiem, choć ostatecznie Madonna śpiewa, że nie zamierza rozpaczać. „Holiday” charakteryzuje się obecnością gitar, elektronicznych perkusji, klaskaniem (Oberheim DMX), syntezatorów i krowiego dzwonka, na którym zagrała sama Madonna. Zmiana aranżacji następuje pod koniec, gdy pojawia się pianino. Sentymentalny tekst dotyczy potrzeby odpoczynku i udania się na wakacje. W „Think of Me”, gdzie wykorzystano LinnDrum i solową partię saksofonu, Madonna ostrzega ukochanego, by poświęcał jej uwagę, bo w przeciwnym razie od niego odejdzie. „Physical Attraction” został nagrany w średnim tempie z udziałem syntezatorowych basów, gitary oraz instrumentów dętych blaszanych. Tematyką utworu jest zainteresowanie fizyczne pomiędzy dwójką ludzi i marzenie o współżyciu. Ostatnim utworem na albumie jest „Everybody”, zaczynające się od charakterystycznego brzmienia syntezatorów i mówionego wstępu. Madonna zaśpiewała w stylu typowym dla bubblegum popu, a jej wokal został zdublowany.

## Oprawa graficzna

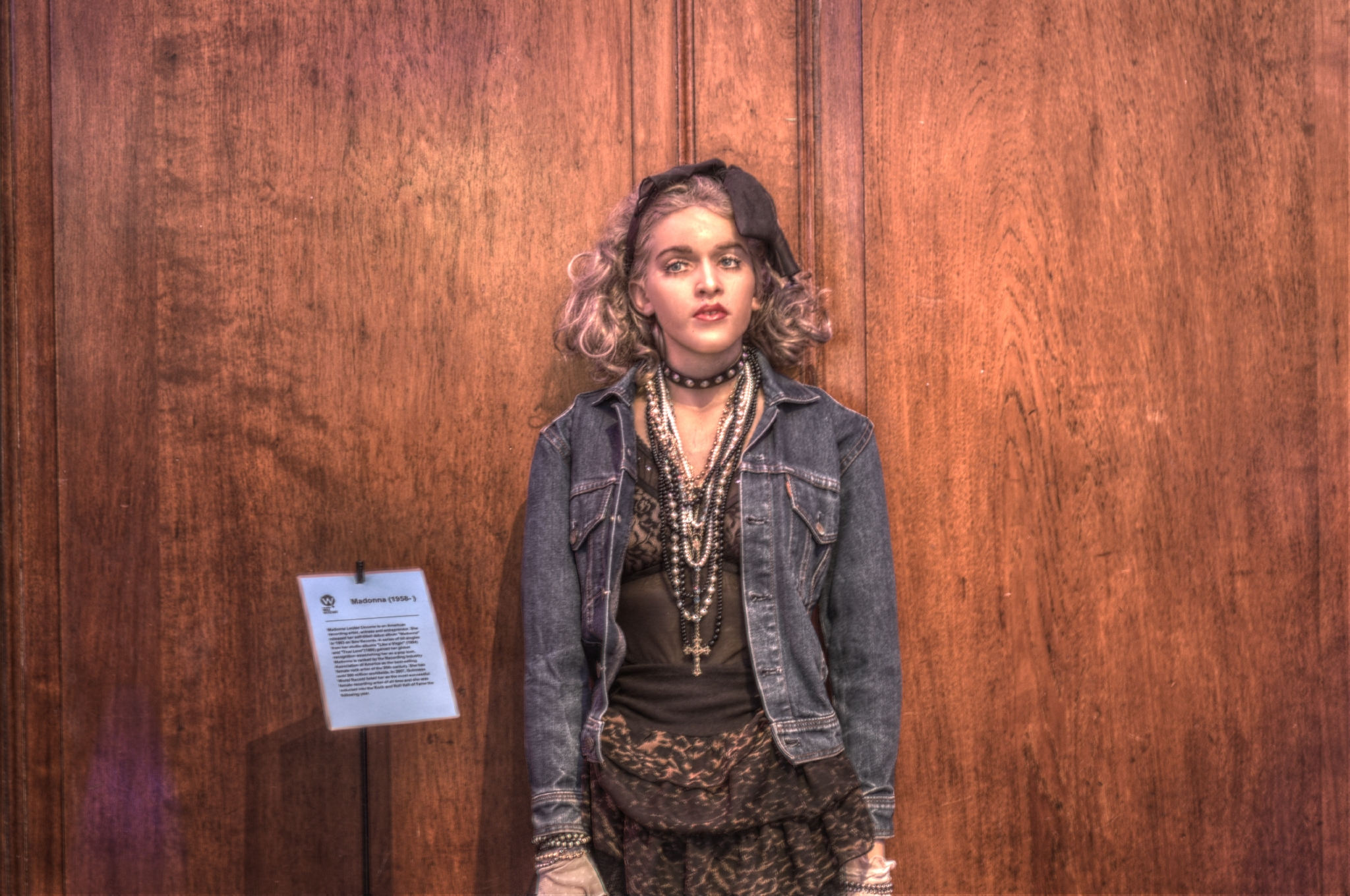
Figura woskowa Madonny w National Wax Museum Plus w Dublinie, inspirowana jej stylem z okresu promocji dwóch pierwszych albumów

Czarno-białą sesję zdjęciową do oprawy graficznej albumu wykonał fotograf Gary Heery, zaś jej reżyserem była Carin Goldberg. Okładka pierwotnego wydania przedstawia Madonnę w krótkich włosach w kolorze platynowego blondu, ubraną w niebieską bluzkę. Piosenkarka przykłada do głowy rękę, na której ma liczne czarne, gumowe bransoletki, zaś wokół jej szyi jest uwiązana psia smycz. Inne zdjęcia z sesji, zamieszczone w dołączonej do albumu książeczce, przedstawiają Madonnę w tym samym stroju, z odkrytym brzuchem. Artystka skomentowała sesję:

Zdjęcie wewnątrz książeczki mojego pierwszego albumu przedstawia mnie w pozie na Betty Boop z odsłoniętym pępkiem. Gdy ludzie oceniali płytę, mówili o moim słodkim pępku (...). Według mnie są na ciele znacznie bardziej nieoczywiste miejsca, a brzuch jest dosyć niewinny.

Gary Heery wypowiedział się na temat sesji:

Madonna pojawiła się w moim studiu na Broadwayu z torebką pełną ubrań i biżuterii, bez żadnej świty. Przed obiektywem była wybuchowa, była świetną modelką, ale z własnym, unikatowym stylem. Wpadła dzień później, by zobaczyć zdjęcia i mieliśmy w czym wybierać. Orzekliśmy jednomyślnie, które znajdą się w albumie. Nie miałem zielonego pojęcia, w czym brałem udział.

Madonna: The First Album, czyli reedycja albumu z 1985 roku, zawierała inną oprawę graficzną. Tym razem sesję zdjęciową wykonał George Holy. Madonna jest na okładce ubrana podobnie, jednak na uszach ma kolczyki w kształcie krzyżów łacińskich. Krzyże były nieodłącznym elementem charakterystycznego stylu, który wówczas prezentowała. W jednym z wywiadów wyznała, że noszenie ich jest niecodziennie i ciekawe, a oprócz tego współgra z jej imieniem.

## Wydanie
Według pierwotnych planów album miał się nazywać Lucky Star, jednak ostatecznie ukazał się pod tytułem Madonna. Wytwórnia Sire Records wydała go 27 lipca 1983 roku na płycie długogrającej, kasecie magnetofonowej i płycie kompaktowej. 20 sierpnia 1985 roku na rynek europejski trafiła reedycja albumu, zatytułowana Madonna: The First Album. W porównaniu do oryginalnej wersji, zamieszczono na niej alternatywną, dłuższą wersję „Burning Up”. Nośniki były takie same, ponadto wydana została płyta z grafiką. 21 maja 2001 roku wytwórnia Warner Bros. Records wydała nowe, zremasterowane wersje trzech pierwszych albumów Madonny. Madonna powróciła do oryginalnego tytułu, zaś „Burning Up” do pierwotnej, krótszej wersji. W zamian za to pojawiła się wydłużona wersja „Everybody” oraz dwa dodatkowe remiksy „Burning Up” i „Lucky Star”. Piosenkarka zadedykowała reedycję ojcu, komentując w wywiadzie dla „Time’a”: „Mój ojciec nigdy nie wierzył, że to, co robiłam w Nowym Jorku, było czegoś warte, albo że stać mnie na coś dobrego. Aż w końcu ukazała się moja pierwsza płyta i zaczął słyszeć w radiu moje piosenki, więc przestał zadawać pytania”. W 2005 roku album trafił po raz pierwszy do sprzedaży w formacie digital download w sklepie iTunes Store. Cyfrowa edycja zawiera tę samą listę utworów co wydanie z 2001 roku, jednak „Holiday” pojawia się w innej, krótszej wersji. W 2012 roku wytwórnia Rhino Records wydała winylową reedycję albumu.

## Promocja

### Single
„Everybody”, pierwszy singel promujący niewydany jeszcze album Madonna, został wydany 6 października 1982 roku. Ze względu na brak zdjęcia Madonny na okładce i brzmienie w stylu R&B, jej debiutancki singel ukształtował fałszywe przekonanie, że jest artystką czarnoskórą. By obalić ten mit, a także wypromować początkującą piosenkarkę, przedstawiciele wytwórni Sire Records podjęli decyzję o realizacji teledysku, który został nagrany w nowojorskim klubie Paradise Garage. Wideoklip przedstawia artystkę i dwójkę tancerzy, wykonujących układ choreograficzny. Singel zdobył popularność w klubach, dzięki czemu dotarł do trzeciego miejsca listy Hot Dance Club Songs magazynu „Billboard”. Dzięki niewielkiej emisji w radiu utwór znalazł się na siódmej pozycji notowania Bubbling Under Hot 100 Singles, czyli „poczekalni” do najważniejszej listy przebojów w Stanach Zjednoczonych, Hot 100.

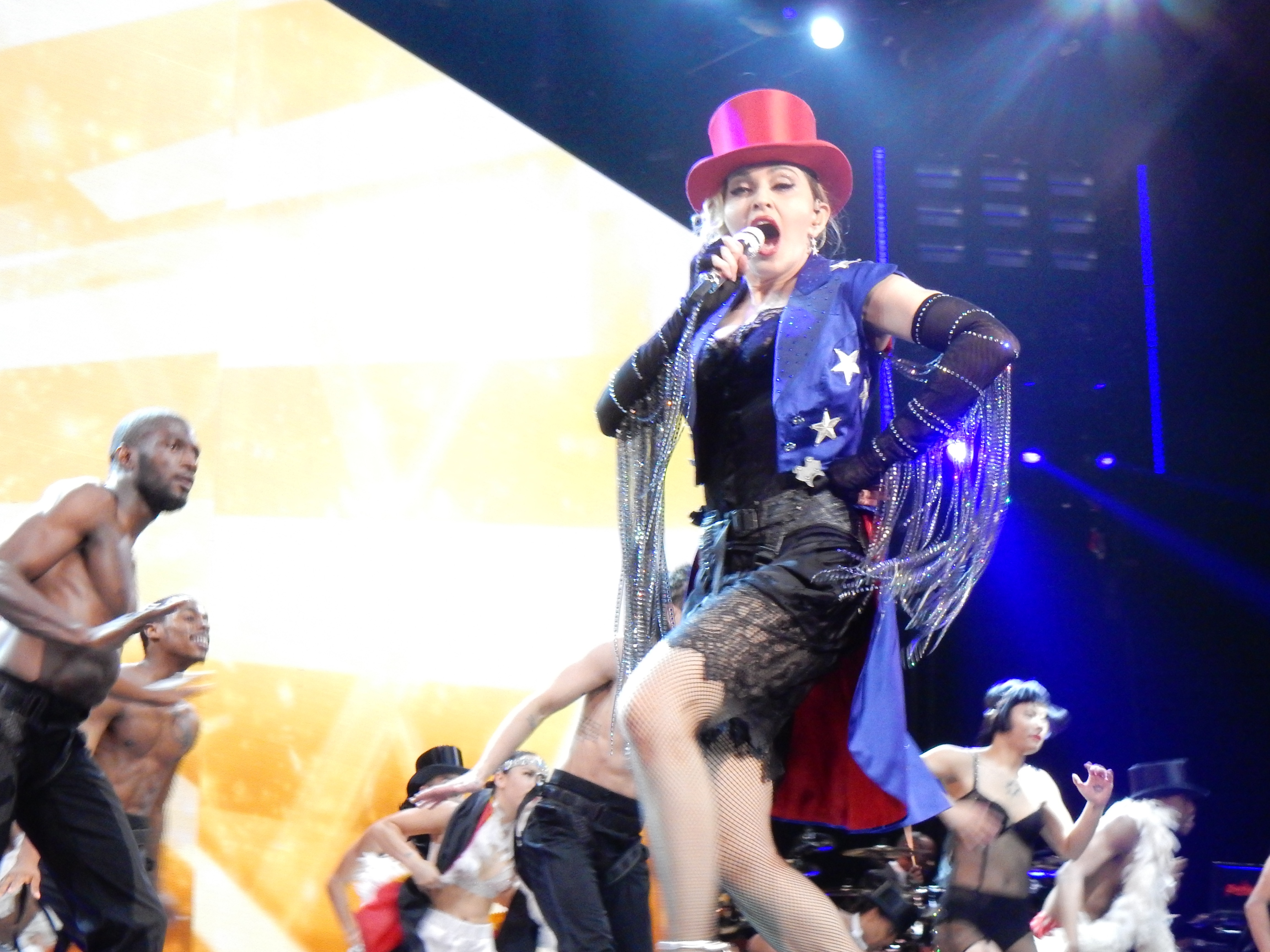
Madonna w 2015 roku, wykonując „Holiday” podczas koncertu z trasy Rebel Heart Tour

„Burning Up”, drugi singel promujący album, został wydany 9 marca 1983 roku. Na stronie B znalazł się utwór „Physical Attraction”. Do „Burning Up” powstał teledysk, w przeciwieństwie do poprzedniego zawierający fabułę. Wideoklip był emitowany w amerykańskiej stacji MTV, jednak mimo tego singel nie znalazł się na liście Hot 100. Zajął jednak trzecie miejsce na Hot Dance Club Songs, ponadto uplasował się na trzynastym miejscu australijskiej listy przebojów, publikowanej przez Kent Music Report.
„Holiday”, trzeci singel promujący album, został wydany 7 września 1983 roku. Na stronie B znalazły się, w zależności od wydania, „Think of Me” lub „I Know It”. Okładka brytyjskiego singla nie przedstawiała zdjęcia Madonny, gdyż – na wzór podobnej sytuacji w Stanach – wytwórnia chciała, by publiczność miała piosenkarkę za czarnoskórą gwiazdę R&B. Mimo braku teledysku, „Holiday” był pierwszym przebojem Madonny. W październiku 1983 roku jako pierwsza jej piosenka znalazła się na liście Hot 100, zaś w styczniu 1984 roku osiągnęła najwyższą pozycję – szesnastą. Ponadto przez pięć tygodni zajmowała pierwsze miejsce na Hot Dance Club Songs. W Wielkiej Brytanii singel dotarł do szóstego miejsca na UK Singles Chart. Brytyjska reedycja singla z 1985 roku osiągnęła na tej samej liście drugie miejsce, podczas gdy pierwsze zajmował „Into the Groove” Madonny. W tym samym roku „Holiday” pokrył się w Wielkiej Brytanii złotem. Był notowany w wielu państwach, z czego w Australii i kilku państw Europy znalazł się w pierwszych dziesiątkach.
„Lucky Star”, czwarty singel promujący album, został wydany 8 września 1983 roku. Na stronie B znalazł się utwór „I Know It”. Do „Lucky Star” został nakręcony teledysk w reżyserii Arthur Pierson, przedstawiający piosenkarkę i dwoje tancerzy, wykonujących układ choreograficzny. Singel był notowany w kilku państwach, zaś w samych Stanach osiągnął większy sukces niż poprzednicy, osiągając czwarte miejsce na Hot 100 (ale dopiero w październiku 1984 roku, czyli w okresie promocji kolejnego albumu, Like a Virgin).
„Borderline”, piąty i ostatni singel promujący album, został wydany 15 lutego 1984 roku. Na stronie B znalazły się, w zależności od wydania, „Think of Me” lub „Physical Attraction”. Do „Borderline” został nakręcony teledysk w reżyserii Mary Lambert. Wideoklip przedstawia rozdarcie emocjonalne Madonny pomiędzy latynoskim partnerem a fotografem, który wykonuje dla niej sesję zdjęciową. W czerwcu 1984 roku „Borderline” zajął dziesiąte miejsce na Hot 100, dzięki czemu Madonna po raz pierwszy znalazła się w pierwszej dziesiątce najważniejszej listy w Stanach. Piosenka była przebojem także w innych krajach, między innymi w Wielkiej Brytanii, gdzie zajęła drugie miejsce na UK Singles Chart. W obu tych państwach singel pokrył się złotem.

### Występy na żywo

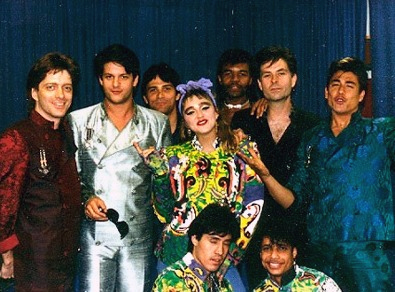
Madonna z zespołem za kulisami występu z trasy The Virgin Tour w 1985 roku

W ramach promocji debiutanckiego albumu Madonna śpiewała pochodzące z niego utwory w klubach, głównie na terenie Nowego Jorku. Podczas występów często towarzyszyli jej na scenie brat, Christopher Ciccone, oraz Erika Bell, z którymi piosenkarka wykonywała układy choreograficzne. Pierwszy występ na żywo z „Everybody” odbył się 16 grudnia 1982 roku podczas imprezy Haoui Montaug’s No Entiendes w klubie Danceteria w Nowym Jorku. W styczniu 1983 roku Madonna zaśpiewała piosenkę w programie telewizyjnym Dancin’ on Air. W 1983 roku wystąpiła między innymi w klubach: Studio 54, Roxy, Ara, Pyramid, Paradise Garage i Roseland w Nowym Jorku, Uncle Sam’s w Levittown oraz Copa w Fort Lauderdale. 13 października w Camden Palace w Londynie odbył się jej pierwszy koncert na terenie Wielkiej Brytanii. W tym samym miesiącu Madonna zaprezentowała „Holiday” we włoskich programach telewizyjnych Di-Gei i Discoring. W styczniu 1984 roku zaśpiewała w amerykańskich programach Solid Gold i American Bandstand, ponadto powróciła do Wielkiej Brytanii, gdzie zaprezentowała „Holiday” w Top of the Pops i The Tube. W czerwcu występowała w programach telewizyjnych we Francji i Niemczech, a jeden występ dla francuskiej telewizji nagrała w marokańskim Warzazacie.
Później w 1984 roku Madonna skupiła się na promocji kolejnego albumu, Like a Virgin. W 1985 roku odbyła trasę koncertową The Virgin Tour, która promowała oba wydawnictwa. Podczas występów śpiewała pięć piosenek z Madonny, kolejno: „Holiday”, „Everybody”, „Borderline”, „Lucky Star” i „Burning Up”. Trasa objęła 39 koncertów w Stanach Zjednoczonych i jeden w Kanadzie. Wszystkie bilety zostały wyprzedane niezwłocznie po rozpoczęciu sprzedaży. Ze względu na olbrzymi popyt, występy były przenoszone z mniejszych sal do dużych obiektów, jak Madison Square Garden w Nowym Jorku, ponadto Madonna śpiewała w tych samych miejscach przez kilka wieczorów z rzędu. Ostatecznie dochód brutto przekroczył 5 milionów dolarów amerykańskich. Według Heldi Sherman z magazynu „Spin” The Virgin Tour postawiła Madonnę w tej samej lidze, co Prince czy Bruce Springsteen, oraz udowodniła, że rozpoczął się jej proces ewolucji z gwiazdy popu w ikonę kultury. W listopadzie 1985 roku odbyła się premiera Madonna Live: The Virgin Tour – zapisu koncertu w Detroit na VHS. Trzy lata później album został nagrodzony przez stowarzyszenie Recording Industry Association of America platynową płytą za sprzedaż 100 tysięcy egzemplarzy na terenie Stanów Zjednoczonych.

### Kompilacja teledysków
W listopadzie 1984 roku wytwórnie Warner Music Video i Sire Records wydały na VHS i Laserdiscu kompilację wideo pod tytułem Madonna. Album zawierał cztery teledyski Madonny: „Burning Up”, „Borderline”, „Lucky Star” i „Like a Virgin” (ostatni do singla z kolejnego albumu studyjnego, Like a Virgin). „Lucky Star” zamieszczono w wydłużonej wersji, z kolei z „Like a Virgin” wycięto jedną ze scen. W ramach promocji kompilacji 9 lutego 1985 roku w klubie Cabaret Metro w Chicago odbyła się impreza tematyczna pod tytułem The Virgin Party, w której wzięło udział około 1200 osób. W trakcie wydarzenia wyświetlano teledyski z albumu oraz, przedpremierowo, niewydany jeszcze wideoklip do „Material Girl”. Impreza miała za zadanie promocję nie tylko Madonny, ale samej sztuki teledysku, który nie był jeszcze powszechnym i popularnym medium. Kompilacja Madonna zajmowała pierwsze miejsce listy sprzedaży Music Videocassette magazynu „Billboard” nieprzerwanie od 13 kwietnia do 9 listopada 1985 roku. W Stanach Zjednoczonych było to najlepiej sprzedające się muzyczne wydawnictwo wideo 1985 roku. Stowarzyszenie Recording Industry Association of America przyznało mu platynową płytę za sprzedaż 100 tysięcy egzemplarzy na terenie Stanów Zjednoczonych. Ponadto, Madonna otrzymała od National Association of Recording Merchandisers nagrodę dla najlepiej sprzedającej się wideokasety w formie teledysku.

## Odbiór

### Krytyczny
Stephen Thomas Erlewine z serwisu AllMusic napisał, że album „sprytnie połączył świetne popowe piosenki ze stylowymi, najnowocześniejszymi bitami oraz przekroczył granicę pomiędzy pośpiechem dźwięku a wizytówką dynamicznej piosenkarki. To muzyka, której pojedyncze elementy może nie robią tak dobrego wrażenia – aranżacje, syntezatory i programowanie perkusji są dosyć szczątkowe – jednakże tworzą porywającą całość”. Tony Power z magazynu „Blender” napisał, że album składał się z „kwilących syntezatorów, ponadprzeciętnych basów i najnowocześniejszego mechanicznego disco, zaś Madonna raczej była przywiązana do skrzydła, a nie trzymała kontrolki. To bezduszny, pozbawiony subtelności debiut z wydźwiękiem Soft Cell i Tom Tom Club”. W recenzji zremasterowanej wersji albumu z 2001 roku Michael Paoletta z „Billboardu” napisał: „Po prawie dwudziestu latach piosenki takie jak «Holiday», «Physical Attraction», «Borderline» i «Lucky Star» wciąż porywają”. Jim Farber z „Entertainment Weekly” napisał: „[Madonna] mogłaby być jedną z wielu laleczek post disco, ale [piosenki na albumie] udowodniły jej zdolność do łączenia bitów klubowych z niedoścignionym popem”.
Bill Lamb z About.com napisał: „Ten album to najnowocześniejszy dance-pop, wypełniony przebojami, takimi jak «Holiday», «Lucky Star» czy «Borderline». Porywające popowe hooki przesuwają się po lśniących syntezatorowych bitach, które uczyniły z [Madonny] przełomowy album początku lat 80.”. Jonathan Ross z „Q” napisał: „«Borderline» jest słodki, zaś «Holiday» wciąż pachnie pomysłowością i radością życia, będąc kwintesencją tanecznego przeboju lat 80.”. Robert Christgau z „The Village Voice” napisał: „Disco nigdy nie umarło – po prostu wróciło do szaleńców, dla których miało wartość. Jednym z nich jest ta bezwstydna blondynka, która dzięki kunsztownie zorganizowanej pomocy ze strony producentów, autorów remiksów i DJ-ów stworzyła brzmienie mocniejsze niż jej brzuszek – esencję electro, literę D w DOR [dance-rock]”. Don Shewey z „Rolling Stone’a” napisał: „nie przekraczając skromnych ambicji minimalnego funku, Madonna wydaje zaproszenie do tańca, któremu nie można odmówić”. Sal Cinquemani ze „Slant Magazine” napisał w recenzji reedycji z 2001 roku: „Debiutancki album [Madonny], zwiastujący przełom w użyciu syntezatorów, brzmi dziś równie świeżo, jak niemal dwie dekady temu”.

### Komercyjny

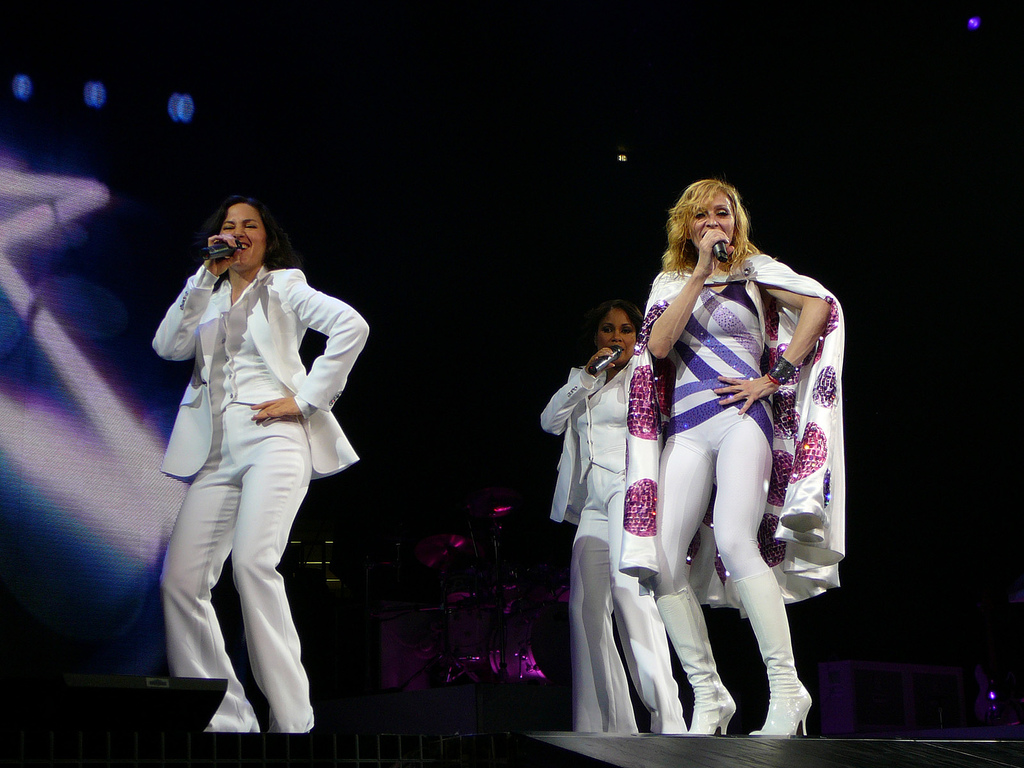
Madonna w 2006 roku, wykonując „Lucky Star” podczas koncertu z trasy Confessions Tour

W Stanach Zjednoczonych album Madonna po raz pierwszy pojawił się na liście sprzedaży Billboard 200 3 września 1983 roku, osiągając 190. miejsce. Sukcesywnie piął się ku górze notowania i osiągnął swoją najwyższą pozycję, ósmą, 20 października 1984 roku, czyli ponad rok po premierze. W sumie spędził na liście 168 tygodni. Był ponadto notowany na liście Top R&B/Hip-Hop Albums, gdzie w styczniu 1985 roku dotarł do miejsca dwudziestego. Przez pierwszy rok album sprzedał się w Stanach w 2,8 miliona egzemplarzy. W maju 1984 roku pokrył się złotem (500 tysięcy sprzedanych egzemplarzy), w sierpniu platyną (milion), a w grudniu podwójną platyną (dwa miliony). Madonna był siedemnastym najlepiej sprzedającym się albumem popowym w Stanach w 1984 roku, a sama piosenkarka zajęła 26. miejsce w zestawieniu najpopularniejszych wykonawców popowych w kwestii sprzedaży albumów (w tym trzecią spośród kobiet). Wydawnictwo zajęło także piętnaste miejsce w rankingu artystów czarnoskórych (choć Madonna jest białoskóra). W październiku 1985 roku Madonnę certyfikowano poczwórną platyną (cztery miliony egzemplarzy). W podsumowaniu 1985 roku wydawnictwo zajęło 25. miejsce spośród najlepiej sprzedających się albumów, a sama Madonna trzecie w zestawieniu najpopularniejszych wykonawców popowych w kwestii sprzedaży albumów (w tym pierwszą spośród kobiet), choć tym razem sukces zawdzięczała dwóm pozycjom – Madonnie i Like a Virgin. W październiku 2000 roku album pokrył się pięciokrotną platyną (pięć milionów egzemplarzy). W 2018 roku był notowany na Dance/Electronic Albums, zajmując dwunaste miejsce.
W Kanadzie Madonna zadebiutował na 87. miejscu listy sprzedaży magazynu „RPM” 10 marca 1984 roku. W sierpniu powrócił na listę na pozycję 95. i był notowany przez 47 tygodni z rzędu, czyli do marca 1985 roku. Szczytową pozycję, szesnastą, osiągnął w listopadzie. Ponadto, zajął 50. miejsce w zestawieniu najlepiej sprzedających się albumów 1984 roku w Kanadzie. W Wielkiej Brytanii był notowany na liście UK Albums Chart w pierwszej połowie 1985 roku, zajmując 37. miejsce. W lipcu, po premierze reedycji The First Album, powrócił na notowanie, gdzie przebywał z krótkimi przerwami do października 1987 roku. Najwyższą pozycję, szóstą, zajmował przez dwa tygodnie w sierpniu 1985 roku. Pojedynczo powracał na notowanie w 1995 i 2018 roku. W sumie spędził na liście 125 tygodni. Do końca 1985 roku pokrył się w Wielkiej Brytanii platyną za sprzedaż 300 tysięcy egzemplarzy. W Australii najwyższą pozycją, jaką zajął, była dziesiąta, ponadto pokrył się trzykrotną platyną za sprzedaż 210 tysięcy egzemplarzy. We Francji Madonna był notowany dopiero w 1987 roku, docierając na pozycję dziewiątą. Powrócił na listę w 2008 roku, zajmując miejsce ósme. W 1993 roku pokrył się we Francji platyną za sprzedaż 300 tysięcy egzemplarzy, zaś w Niemczech rok później złotem dzięki rozejściu się w liczbie 250 tysięcy kopii.
Światowa sprzedaż albumu przekracza 10 milionów egzemplarzy.

### Zestawienia
| Rok  | Tytuł                                                  | Autor                  | Pozycja |
| ---- | ------------------------------------------------------ | ---------------------- | ------- |
| 1989 | 100 najlepszych albumów lat 80.                        | „Rolling Stone”        | 50      |
| 2005 | Ostateczny przewodnik po klasycznym disco (10 albumów) | „Spin”                 | —       |
| 2008 | 100 najlepszych albumów od 1983 do 2008 roku           | „Entertainment Weekly” | 5       |
| 2012 | 100 najlepszych albumów lat 80.                        | „Slant Magazine”       | 33      |
| 2013 | 100 najlepszych albumów w historii                     | „Entertainment Weekly” | 43      |

## Dziedzictwo
Według krytyka muzycznego Stephena Thomasa Erlewine’a z serwisu AllMusic album zapoczątkował karierę Madonny jako diwy disco w epoce, gdy takie diwy już nie istniały. Na początku lat 80. disco było anatemą w muzyce mainstreamowej, ale Madonna odegrała olbrzymią rolę w popularyzacji muzyki tanecznej, wykorzystując do tego swoją charyzmę, odwagę i seksapil. Zdaniem Erlewine’a wynalazła dance-pop i wyznaczyła w tym gatunku standardy na następne dwie dekady. Według dziennikarzy magazynu „Vice”, Madonna ukształtował całą przyszłą muzykę dance-pop. Umieściwszy album w zestawieniu najlepszych albumów lat 80., dziennikarze „Rolling Stone’a” argumentowali: „Rzeczywiście, początkowa odpowiedź na Madonnę nie dawała podstaw, by przewidywać, jaki obłęd na jej punkcie nastąpi. Album potrzebował półtora roku, by pokryć się złotem. Niemniej jednak, jego pewne siebie brzmienie oraz umiejętne podejście Madonny do teledysków pomogły jej ewoluować z diwy muzyki tanecznej do popowego fenomenu, wyznaczając zarazem kierunek dla wielu piosenkarek, od Janet Jackson do Debbie Gibson”. Michaelangelo Matos z magazynu „Spin” umieścił płytę w zestawieniu najważniejszych albumów disco, argumentując, że wydawnictwo „zmasakrowało dźwięki uliczne i ożywiło disco dla generacji, która nie chciała mieć nic wspólnego z kostiumami z poliestru; zakończyło pewną epokę i rozpoczęło nową”.
Zdaniem Andrew Mortona, autora biografii Madonny, debiutancki album uczynił z niej powszechnie znaną postać i udowodnił jej moc jako gwiazdy. Martin Charles Strong napisał w książce The Great Rock Discography, że bezprecedensowe, dance-popowe brzmienie stworzyło bazę dla Madonny jako artystki. Kyle Anderson, dziennikarz „Entertainment Weekly”, napisał: „Brzmienie i, rzecz jasna, wygląd Madonny były usilnie kopiowane przez wiele późniejszych lat, była ona jednak czymś więcej: zwiastunem zjawiska popowej diwy, która stanowi silną jednostkę, stawiającą osobowość ponad całą resztę”. Santiago Fouz-Hernández, autor innej biografii Madonny, uważa, że piosenki z albumu po raz pierwszy zaprezentowały trendy, które zdefiniowały sukces piosenkarki: charakterystyczne, taneczne brzmienie, chwytliwe hooki, „błyszczące” aranżacje i styl wokalu. Jej stylistyka z debiutanckiego albumu zaprezentowała kierunek muzyki tanecznej, który w przyszłości trafiał szczególnie do społeczności gejowskiej.
Według Boba Batchelora i Scotta Stoddarta, krytyków muzycznych i autorów książki The 1980s, „teledyski do singli z tego albumu odegrały olbrzymią rolę w wypromowaniu Madonny na świecie”. Zdaniem jej biografa Carola Clerka, wideoklipy te ukształtowały wizerunek Madonny nie jako dziewczyny z sąsiedztwa, lecz impertynenckiej, mądrej, twardej i zabawnej kobiety. Jej kreacje z teledysków prezentowali podczas paryskiego tygodnia mody Karl Lagerfeld i Christian Lacroix. Profesor Douglas Kellner napisał w książce Media Culture: Cultural Studies, Identity, and Politics Between the Modern and the Postmodern, że wideoklipy z tamtego okresu przedstawiały motywy i strategie, które pomogły Madonnie stać się gwiazdą. Przykładowo w „Borderline” przełamała tabu, pokazując związek międzyrasowy. Wideoklipy cieszyły się dużą popularnością w MTV, co odegrało szczególną rolę w karierze artystki.
Zaraz po premierze albumu, Madonna spotkała się z dużą ilością negatywnych komentarzy w prasie. Pojawiały się opinie, że brzmi jak „Myszka Minnie na helu” i jest „wytworem MTV i innych złowieszczych mediów, wypełnionym niemal w całości helem i gazem, lżejszym od powietrza”. W wywiadzie z 1998 roku piosenkarka wspominała: „Od początku kariery byłam obiektem okropnych komentarzy, że jestem artystką jednego przeboju, że zniknę po roku”. Jej biografka, Debbi Voller, napisała: „Takie opinie mogły jej bardzo zaszkodzić w młodym wieku. W końcu jednak zamknęła usta tym, którzy odważali się jeszcze krytykować jej głos”. W 2008 roku Madonna została wprowadzona do Rock and Roll Hall of Fame. Podczas ceremonii wygłosiła przemowę, w której podziękowała krytykom z jej pierwszych lat kariery: „Ci, którzy twierdzili, że jestem pozbawiona talentu, jestem pyzata, nie umiem śpiewać, jestem artystką jednego przeboju. Popychali mnie do przodu, bym stawała się coraz lepsza i jestem im bardzo wdzięczna za opór, który stawiali”.

## Lista utworów
| Edycja standardowa | Edycja standardowa    | Edycja standardowa          | Edycja standardowa                              | Edycja standardowa |
| Nr                 | Tytuł utworu          | Autorstwo                   | Produkcja                                       | Długość            |
| ------------------ | --------------------- | --------------------------- | ----------------------------------------------- | ------------------ |
| 1.                 | „Lucky Star”          | Madonna                     | Reggie Lucas, John „Jellybean” Benitez (remiks) | 5:37               |
| 2.                 | „Borderline”          | Reggie Lucas                | Reggie Lucas                                    | 5:18               |
| 3.                 | „Burning Up”          | Madonna                     | Reggie Lucas, John „Jellybean” Benitez (remiks) | 3:45               |
| 4.                 | „I Know It”           | Madonna                     | Reggie Lucas                                    | 3:47               |
| 5.                 | „Holiday”             | Curtis Hudson, Lisa Stevens | John „Jellybean” Benitez                        | 6:08               |
| 6.                 | „Think of Me”         | Madonna                     | Reggie Lucas                                    | 4:54               |
| 7.                 | „Physical Attraction” | Reggie Lucas                | Reggie Lucas, John „Jellybean” Benitez (remiks) | 6:39               |
| 8.                 | „Everybody”           | Madonna                     | Mark Kamins                                     | 4:57               |
|                    |                       |                             |                                                 | 41:05              |

| Reedycja z 1985 roku – Madonna: The First Album (edycja winylowa) | Reedycja z 1985 roku – Madonna: The First Album (edycja winylowa) | Reedycja z 1985 roku – Madonna: The First Album (edycja winylowa) | Reedycja z 1985 roku – Madonna: The First Album (edycja winylowa) | Reedycja z 1985 roku – Madonna: The First Album (edycja winylowa) |
| Nr                                                                | Tytuł utworu                                                      | Autorstwo                                                         | Produkcja                                                         | Długość                                                           |
| ----------------------------------------------------------------- | ----------------------------------------------------------------- | ----------------------------------------------------------------- | ----------------------------------------------------------------- | ----------------------------------------------------------------- |
| 1.                                                                | „Lucky Star”                                                      | Madonna                                                           | Reggie Lucas, John „Jellybean” Benitez (remiks)                   | 5:37                                                              |
| 2.                                                                | „Borderline”                                                      | Reggie Lucas                                                      | Reggie Lucas                                                      | 5:18                                                              |
| 3.                                                                | „Burning Up” (wersja alternatywna)                                | Madonna                                                           | Reggie Lucas, John „Jellybean” Benitez (remiks)                   | 4:48                                                              |
| 4.                                                                | „I Know It”                                                       | Madonna                                                           | Reggie Lucas                                                      | 3:47                                                              |
| 5.                                                                | „Holiday”                                                         | Curtis Hudson, Lisa Stevens                                       | John „Jellybean” Benitez                                          | 6:08                                                              |
| 6.                                                                | „Think of Me”                                                     | Madonna                                                           | Reggie Lucas                                                      | 4:54                                                              |
| 7.                                                                | „Physical Attraction”                                             | Reggie Lucas                                                      | Reggie Lucas, John „Jellybean” Benitez (remiks)                   | 6:39                                                              |
| 8.                                                                | „Everybody”                                                       | Madonna                                                           | Mark Kamins                                                       | 4:57                                                              |
|                                                                   |                                                                   |                                                                   |                                                                   | 42:08                                                             |

| Reedycja z 2001 roku | Reedycja z 2001 roku                       | Reedycja z 2001 roku        | Reedycja z 2001 roku                            | Reedycja z 2001 roku |
| Nr                   | Tytuł utworu                               | Autorstwo                   | Produkcja                                       | Długość              |
| -------------------- | ------------------------------------------ | --------------------------- | ----------------------------------------------- | -------------------- |
| 1.                   | „Lucky Star”                               | Madonna                     | Reggie Lucas, John „Jellybean” Benitez (remiks) | 5:37                 |
| 2.                   | „Borderline”                               | Reggie Lucas                | Reggie Lucas                                    | 5:18                 |
| 3.                   | „Burning Up”                               | Madonna                     | Reggie Lucas, John „Jellybean” Benitez (remiks) | 3:45                 |
| 4.                   | „I Know It”                                | Madonna                     | Reggie Lucas                                    | 3:47                 |
| 5.                   | „Holiday”                                  | Curtis Hudson, Lisa Stevens | John „Jellybean” Benitez                        | 6:08                 |
| 6.                   | „Think of Me”                              | Madonna                     | Reggie Lucas                                    | 4:54                 |
| 7.                   | „Physical Attraction”                      | Reggie Lucas                | Reggie Lucas, John „Jellybean” Benitez (remiks) | 6:39                 |
| 8.                   | „Everybody” (wersja oryginalna)            | Madonna                     | Mark Kamins                                     | 6:02                 |
| 9.                   | „Burning Up” (wersja z singla 12-calowego) | Madonna                     | Reggie Lucas, John „Jellybean” Benitez (remiks) | 5:59                 |
| 10.                  | „Lucky Star” („nowy miks”)                 | Madonna                     | Reggie Lucas, John „Jellybean” Benitez (remiks) | 5:37                 |
|                      |                                            |                             |                                                 | 53:46                |

| Edycja w formacie digital download z 2005 roku | Edycja w formacie digital download z 2005 roku | Edycja w formacie digital download z 2005 roku | Edycja w formacie digital download z 2005 roku  | Edycja w formacie digital download z 2005 roku |
| Nr                                             | Tytuł utworu                                   | Autorstwo                                      | Produkcja                                       | Długość                                        |
| ---------------------------------------------- | ---------------------------------------------- | ---------------------------------------------- | ----------------------------------------------- | ---------------------------------------------- |
| 1.                                             | „Lucky Star”                                   | Madonna                                        | Reggie Lucas, John „Jellybean” Benitez (remiks) | 5:37                                           |
| 2.                                             | „Borderline”                                   | Reggie Lucas                                   | Reggie Lucas                                    | 5:18                                           |
| 3.                                             | „Burning Up”                                   | Madonna                                        | Reggie Lucas, John „Jellybean” Benitez (remiks) | 3:45                                           |
| 4.                                             | „I Know It”                                    | Madonna                                        | Reggie Lucas                                    | 3:47                                           |
| 5.                                             | „Holiday” (wersja alternatywna)                | Curtis Hudson, Lisa Stevens                    | John „Jellybean” Benitez                        | 3:51                                           |
| 6.                                             | „Think of Me”                                  | Madonna                                        | Reggie Lucas                                    | 4:54                                           |
| 7.                                             | „Physical Attraction”                          | Reggie Lucas                                   | Reggie Lucas, John „Jellybean” Benitez (remiks) | 6:39                                           |
| 8.                                             | „Everybody” (wersja oryginalna)                | Madonna                                        | Mark Kamins                                     | 6:02                                           |
| 9.                                             | „Burning Up” (wersja z singla 12-calowego)     | Madonna                                        | Reggie Lucas, John „Jellybean” Benitez (remiks) | 5:59                                           |
| 10.                                            | „Lucky Star” („nowy miks”)                     | Madonna                                        | Reggie Lucas, John „Jellybean” Benitez (remiks) | 5:37                                           |
|                                                |                                                |                                                |                                                 | 51:29                                          |

## Personel
Źródło:
|  | - Madonna – wokal, wokal wspierający, krowi dzwonek - Tina B. – wokal wspierający - Christine Faith – wokal wspierający - Dean Gant – syntezator, pianino, pianino elektroniczne - Gwen Guthrie – wokal wspierający - Curtis Hudson – gitara - Raymond Hudson – gitara basowa - Anthony Jackson – bas elektryczny - Bashiri Johnson – instrument perkusyjny - Reggie Lucas – gitara - Bob Malach – saksofon tenorowy - Paul Pesco – gitara - Ira Siegel – gitara - Ed Walsh – syntezator - Brenda White – wokal wspierający - Norma Jean Wright – wokal wspierający - Fred Zarr – syntezator, pianino, perkusja, pianino elektroniczne, syntezator Mooga, Rhodes, bas Mooga | - Reggie Lucas – produkcja - John „Jellybean” Benitez – produkcja, remiks - Mark Kamins – produkcja - Jim Dougherty – realizacja dźwięku - Butch Jones – realizacja dźwięku - Bob Blank – realizacja dźwięku - Ted Jensen – mastering - Carin Goldberg – dyrekcja artystyczna - Gary Heery – fotografia - George Holy – fotografia (Madonna: The First Album) - Sire Records – wytwórnia płytowa, właściciel praw autorskich w Stanach Zjednoczonych (1983, 1985) - Warner Bros. Records – marketing i dystrybucja w Stanach Zjednoczonych (wszystkie wydania), wytwórnia płytowa, właściciel praw autorskich (2001) - WEA International – dystrybucja na świecie, właściciel praw autorskich na świecie (wszystkie wydania) |

## Sprzedaż i notowania
| Terytorium        | Notowanie                                          | Najwyższa pozycja | Listy całoroczne | Listy całoroczne | Listy całoroczne | Certyfikat | Sprzedane egzemplarze (co najmniej) | Stowarzyszenie fonograficzne |
| Terytorium        | Notowanie                                          | Najwyższa pozycja | 1984             | 1985             | 1986             | Certyfikat | Sprzedane egzemplarze (co najmniej) | Stowarzyszenie fonograficzne |
| ----------------- | -------------------------------------------------- | ----------------- | ---------------- | ---------------- | ---------------- | ---------- | ----------------------------------- | ---------------------------- |
| Australia         | Kent Music Report                                  | 10                |                  |                  |                  | 3× Platyna | 210 000                             | ARIA                         |
| Austria           | Ö3 Austria Top 40                                  | 15                |                  |                  |                  |            |                                     |                              |
| Francja           | Top Albums (1987)                                  | 9                 |                  |                  |                  | Platyna    | 400 000                             | SNEP                         |
| Francja           | Top Albums (2008)                                  | 8                 |                  |                  |                  | Platyna    | 400 000                             | SNEP                         |
| Grecja            | Top 75 Combined Repertoire (2018)                  | 29                |                  |                  |                  |            |                                     |                              |
| Hiszpania         |                                                    |                   |                  |                  |                  | Złoto      | 50 000                              | Promusicae                   |
| Holandia          | MegaCharts Album Top 100 (1986)                    | 7                 |                  | 95               | 12               |            |                                     |                              |
| Hongkong          |                                                    |                   |                  |                  |                  | Platyna    | 20 000                              | IFPI Hongkong                |
| Japonia           | Oricon Albums Chart                                | 20                |                  |                  |                  |            |                                     |                              |
| Kanada            | RPM 100 Albums                                     | 16                | 50               |                  |                  |            |                                     |                              |
| Niemcy Zachodnie  | Top 100 Alben                                      | 28                |                  |                  |                  | Złoto      | 250 000                             | BVMI                         |
| Nowa Zelandia     | Official New Zealand Music Chart                   | 6                 |                  | 28               |                  | Platyna    | 15 000                              | RMNZ                         |
| Południowa Afryka | SA Top-20                                          | 65                |                  |                  |                  | Złoto      | 25 000                              | RiSA                         |
| Stany Zjednoczone | Billboard 200                                      | 8                 | 17               | 25               |                  | 5× Platyna | 5 000 000                           | RIAA                         |
| Stany Zjednoczone | Top R&B/Hip-Hop Albums                             | 20                | 15               | 36               |                  | 5× Platyna | 5 000 000                           | RIAA                         |
| Stany Zjednoczone | Dance/Electronic Albums (2018)                     | 12                |                  |                  |                  | 5× Platyna | 5 000 000                           | RIAA                         |
| Szwecja           | Topplistan                                         | 43                |                  |                  |                  |            |                                     |                              |
| Węgry             | Top 40 album-, DVD- és válogatáslemez-lista (2018) | 18                |                  |                  |                  |            |                                     |                              |
| Wielka Brytania   | UK Albums Chart                                    | 6                 |                  |                  |                  | Platyna    | 300 000                             | BPI                          |
| Włochy            | Classifica FIMI Album (2018)                       | 50                |                  |                  |                  |            |                                     |                              |
|                   |                                                    |                   |                  |                  |                  |            |                                     |                              |
| Świat             |                                                    |                   |                  |                  |                  |            | 10 000 000                          |                              |